# Col de Chía
Le Puerto de Chía (1 665 m) est un col de montagne situé dans le Sud-Est de la province d'Ávila, en Espagne, à la limite de la commune de Villafranca de la Sierra. La route qui le traverse relie les localités de Navacepedilla de Corneja et San Martín de la Vega del Alberche, et sépare la sierra de Piedrahíta de La Serrota.